# Health Level 7
Health Level 7 (HL7) est une organisation qui définit un ensemble - auquel elle donne son nom - de spécifications techniques pour les échanges informatisés de données cliniques, financières et administratives entre systèmes d'information hospitaliers (SIH). Ces spécifications sont diversement intégrées au corpus des normes formelles américaines (ANSI) et internationales (ISO)
Initialement américaines, ces spécifications s'exportent et tendent à devenir un standard international pour ce type d'application. Entre autres, elles définissent structure et rôle des messages pour permettre une communication efficace des données liées au système de santé.

## Le nom HL7
Le L7 de HL7 indique que c'est un langage qui fonctionne au niveau de la couche 7, c'est-à-dire la couche application, du modèle OSI.
Cela signifie que HL7 n'a pas à prendre en compte les considérations de sécurité des échanges, ou bien celles du transport du message (ceci étant assuré par des couches de plus bas niveau comme SSL/TLS pour la sécurité ou TCP pour le transport des données par exemple).

## Utilisation de HL7 en France
En 2010, l'ASIP Santé, organisme dépendant du ministère de la Santé, a fait valider que l'alimentation du Dossier médical personnel (DMP) serait effectuée en utilisant la Version 3 d'HL7. Ce cadre d'interopérabilité a été notamment validé pour la transmission des résultats de biologie médicale. Toujours dans la biologie, les échanges de catalogues d'analyses entre Systèmes de Gestion de Laboratoires se fondent sur la version 2 d'HL7 via le profil IHE LCSD.

## Principaux types de message
- Message ADT (en anglais : Admit, Discharge, Transfert)
- Message SIU (en anglais : Scheduling Information Unsolicited)
- Message ORM (en anglais : Order entry Message)
- Message ORU (en anglais : Order entry Message Unsolicited)

## Principaux standards
- CDA : en anglais : Clinical Document Architecture
- CCD : en anglais : Continuity of Care Document
- SPL : en anglais : Structured Product Labeling
- CCOW : en anglais : Clinical Context Object Workgroup[1]